# 소녀시대
소녀시대(少女時代, 영어: Girls' Generation, 일본어: しょうじょじだい)는 SM 엔터테인먼트 소속의 대한민국의 다국적 8인조 걸그룹이다.  

## 활동

### 2007년
SM 엔터테인먼트는 새로운 여자 음악 그룹을 만들기로 결정하였고, 소녀시대의 뿌리가 된 여자단체팀이라는 그룹이 슈퍼주니어의 여자 버전을 만들고자 하는 SM 엔터테인먼트의 기획으로 프로젝트를 진행하였다. 이 과정에서 이수만은 친분이 있는 이승철에게 가서 이승철이 발표했던 싱글 중 하나인 소녀시대라는 노래의 이름과 곡을 빌려달라고 요청했는데 이를 이승철이 응했다. 이수만은 이승철에게서 빌려온 '소녀시대'라는 이름을 새로 결성하려 하는 이 걸 그룹의 이름으로 정했으며 이승철에게서 빌려온 소녀시대 (노래)를 리메이크해서 타이틀곡으로 정한 후 데뷔시켰다. 여자단체팀의 멤버로는 현재 소녀시대의 멤버 외에도 서현진, 고아라, 이연희, 허찬미, 소연 등이 포함되어 있었으며 소녀시대의 멤버였던 적이 단 한 번이라도 있었던 인원은 소녀시대를 실제로 데뷔한 9명을 포함해서 총 14명이었다. 여자단체팀의 데뷔 멤버 수는 7명, 9명, 13명 등 모든 경우 수가 열려있었다. 당시 그룹의 리더는 이연희가 맡았었다. 2006년 초 이수만은 새로운 여성 아이돌 그룹이 생겨날 때가 됐다는 판단 아래 여자단체팀에서 추려진 8명의 연습생과 2007년 초 한 명을 추가로 영입해 소녀시대가 결성되었다. 소녀시대라는 그룹명은 "소녀들이 평정할 시대가 왔다"는 뜻으로, 이수만이 직접 지었다. 멤버들의 평균 연습생 기간은 최대 7년, 평균 5년으로, 학교를 다니며 노래, 춤, 연기, 언어를 아우르는 다양한 훈련을 받아왔다. 2007년 7월 6일부터 SM 엔터테인먼트는 구성원 전원이 고등학생으로 구성된 9인조 여성 그룹 소녀시대의 구성원을 한 명씩 UCC를 통해 공개하였다. 2007년 7월 6일 첫 UCC로 윤아를 공개하고 이어 7일 티파니에 이어 차례로 8일 유리, 9일 효연, 10일 수영, 11일 서현, 12일 태연, 13일 제시카, 마지막으로 14일 써니로 개인 영상이 모두 공개되었다. 7월 16일 UCC로 단체영상이 공개된 후, 홈페이지에 소녀시대의 공식 프로필이 게재되었다. 7월 19일 소녀시대는 Mnet 《엠카운트다운》에서 비공식 사전무대에 올라 데뷔곡 〈다시 만난 세계〉를 처음 선보였다. 7월 27일부터는 Mnet 리얼리티 프로그램 《소녀 학교에 가다》를 통해 데뷔 과정을 공개하며 처음으로 대중들에게 모습을 보였다. 이 프로그램은 당초 8부작으로 계획되어 있었지만, 시청자들의 요청으로 인해 9부작으로 연장방송 하였다.

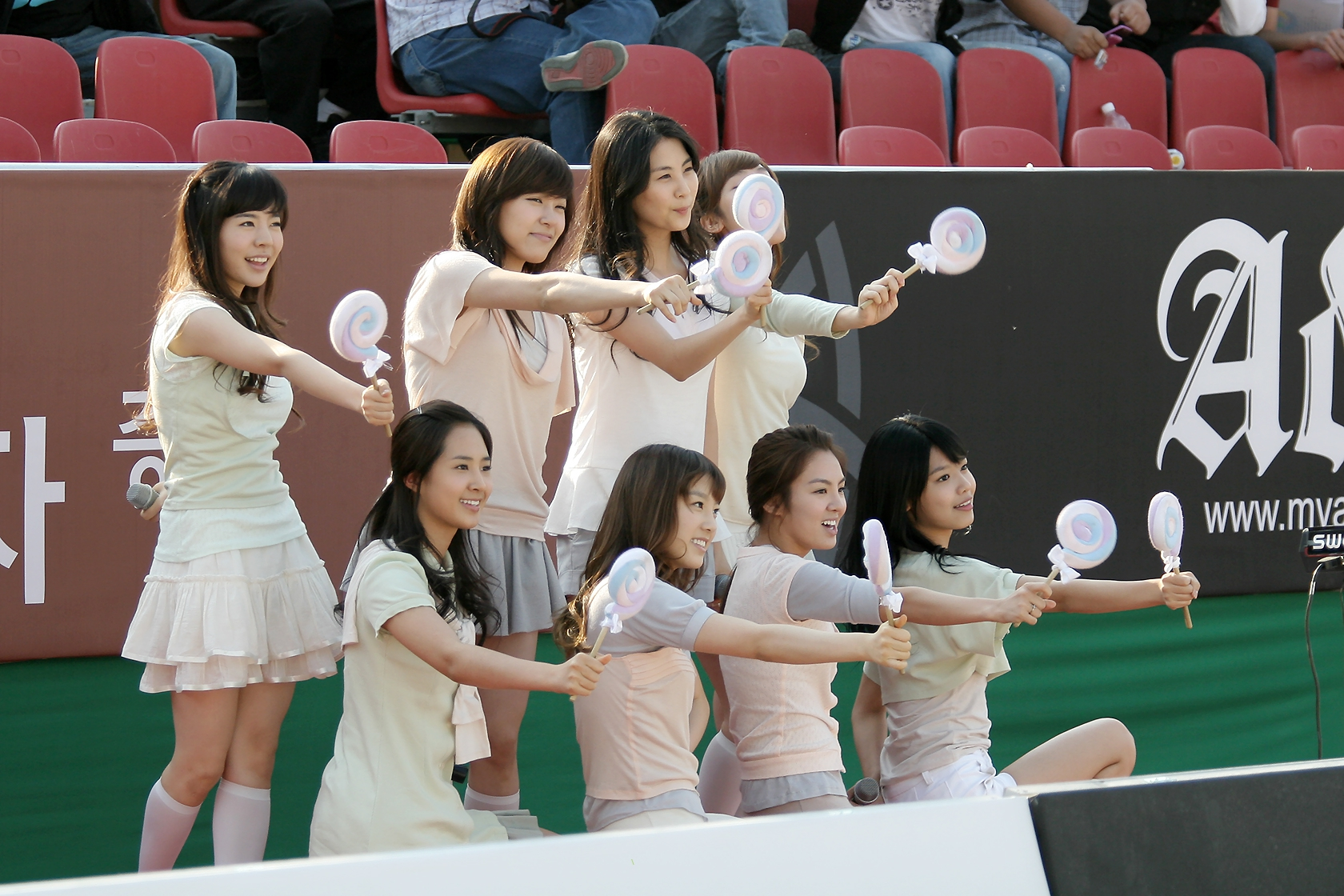
2008년 5월 15일 잠실에서 열린 비치발리볼대회에서 〈Kissing You〉 공연 중의 소녀시대

2007년 8월 2일 소녀시대의 데뷔 싱글 〈다시 만난 세계〉가 발매되었다. 8월 5일에는 SBS 《인기가요》에서 처음으로 공중파에 데뷔하였다. 이 곡은 에어모니터의 방송 횟수 주간 차트에서 247회로 1위에 올랐으며, 2007년 7월 싸이월드 디지털 뮤직 어워드에서 루키 오브 더 먼스상을 받았다. 11월 1일 《엠카운트다운》에서는 1위를 하며 데뷔 후 처음으로 음악 방송 1위에 올랐다. 2007년 11월 5일에는 그룹명와 동명의 첫 번째 정규 앨범 《소녀시대》를 발매하였다. 타이틀곡은 〈소녀시대〉로, 1989년 가수 이승철이 불러 큰 인기를 얻은 〈소녀시대〉를 리메이크한 것이다. 편곡은 작곡가 켄지가 담당하였다. 11월 8일 M.net 《엠카운트다운》에서 첫방송을 시작으로 프로모션을 시작하였으며 11월 25일 〈소녀시대〉로 SBS 《인기가요》에서 뮤티즌 송을 수상하였다. 특히 후렴구의 일명 “앙탈춤”이 화제가 되었다. 그리고 소녀시대는 12월 14일 제22회 골든디스크에서 신인상, 2008년 1월 31일 제17회 서울가요대상 신인상을 받았다. 개인 활동으로는 티파니가 배우 김혜성과 M.net 《소년소녀 가요백서》를 진행하였고 유리와 수영은 KBS 2TV 《못말리는 결혼》에서 극중 왕사백을 좋아하는 고등학생 권유리, 최수영 역을 맡았다. 윤아, 써니, 서현 등은 라디오 프로그램에 고정 게스트로 출연하였다.

### 2008년
1월 13일부터 후속곡 〈Kissing You〉를 선보였고, 각종 음악프로그램에서 1위를 수상하였다. 이 시기 소녀시대는 KBS 2TV 수목드라마 《쾌도 홍길동》 O.S.T를 불렀는데, 특히 태연의 솔로곡 〈만약에〉는 각종 음악 차트에서 높은 순위를 기록하였고 《싸이월드 디지털 뮤직 어워드》에서 미니홈피 2월 최다 판매곡으로 ‘이 달의 음악상’을 수상하였다. 1월 16일에는 한국 걸스카우트연맹의 제3대 걸스카우트 홍보대사로 위촉되었다. 《소녀시대》와 〈Kissing You〉의 인기에 힘입어 소녀시대는 3월 13일 첫 리패키지 앨범 《Baby Baby》을 발매하였고, 첫 정규 앨범 《소녀시대》와 첫 리패키지 앨범 《Baby Baby》의 통합 음반 판매량이 12만 장을 넘어 1년 만에 10만장을 넘긴 유일한 여성 가수로 기록되었다. 4월 13일 SBS 《인기가요》를 마지막으로 첫 번째 정규 앨범 활동을 마무리하였다. 첫 번째 정규 앨범 활동을 마무리한 후 태연은 같은 소속사 슈퍼주니어의 강인과 함께 MBC FM4U 《강인, 태연의 친한친구》의 DJ로 활동을 하였고, 윤아는 KBS 1TV 일일드라마 《너는 내 운명》의 주연인 장새벽으로 캐스팅되었다. 또, 수영은 만화가 강풀 원작 영화 《순정만화》에서 정다정 역할을 맡았다.

### 2009년
9개월의 공백기 끝에 소녀시대는 2009년 1월 5일 첫 번째 미니 앨범 《Gee》를 발매하였다. 이 음반은 2009년 발매된 음반 중 처음으로 10만 장을 돌파하였다. 타이틀곡은 이트라이브가 작사, 작곡한 동명의 〈Gee〉로, 1월 10일 《쇼! 음악중심》에서 컴백 무대를 가졌다. 〈Gee〉는 엠넷 차트에서 8주간 1위를 차지하면서 빅뱅의 〈하루하루〉와 백지영의 〈총 맞은 것처럼〉 기록을 경신하였다. 그리고 《뮤직뱅크》에서는 9주 연속 1위에 오르면서 7주 연속 1위를 차지하였던 쥬얼리의 〈One More Time〉 기록을 깼다. 〈Gee〉는 중독성있는 안무로 인터넷과 각종 방송에서 수 많은 패러디를 만들어냈다. 또한 활동 당시 입었던 짧은 티셔츠와 다양한 컬러 스키니진 패션이 유행하였다. 2009년 3월 29일 《인기가요》를 끝으로 활동을 마무리하였고, 이후 소녀시대는 개인 활동에 돌입하였다. 몇 달 뒤, 6월 25일 두 번째 미니 앨범 《소원을 말해봐 (Genie)》를 발매하였다. 그러나 표지에 나온 제트기가 일제를 떠올리게 한다는 논란이 되어 나흘 뒤인 2009년 6월 29일 수정본으로 다시 발매하였다. 음반은 10만 장 이상이 팔리면서 지난 3년간 여자 가수로는 유일하게 3연속 10만 장 돌파라는 기록을 세웠다. 동명의 타이틀곡 〈소원을 말해봐 (Genie)〉 역시 각종 음원 차트에서 1위에 올랐으며, 제기차기 춤, 각선미 춤 또한 화제가 되어 예능 프로그램, 인터넷에서 각종 패러디가 나왔다. 이후 8월 15일 《쇼! 음악중심》을 마지막으로 50여 일간의 두 번째 미니 앨범의 활동을 끝마쳤다. 12월 19일과 20일에는 서울에서 첫 단독 콘서트 Into The New World를 열었고, 3분 만에 매진시켰다.

### 2010년

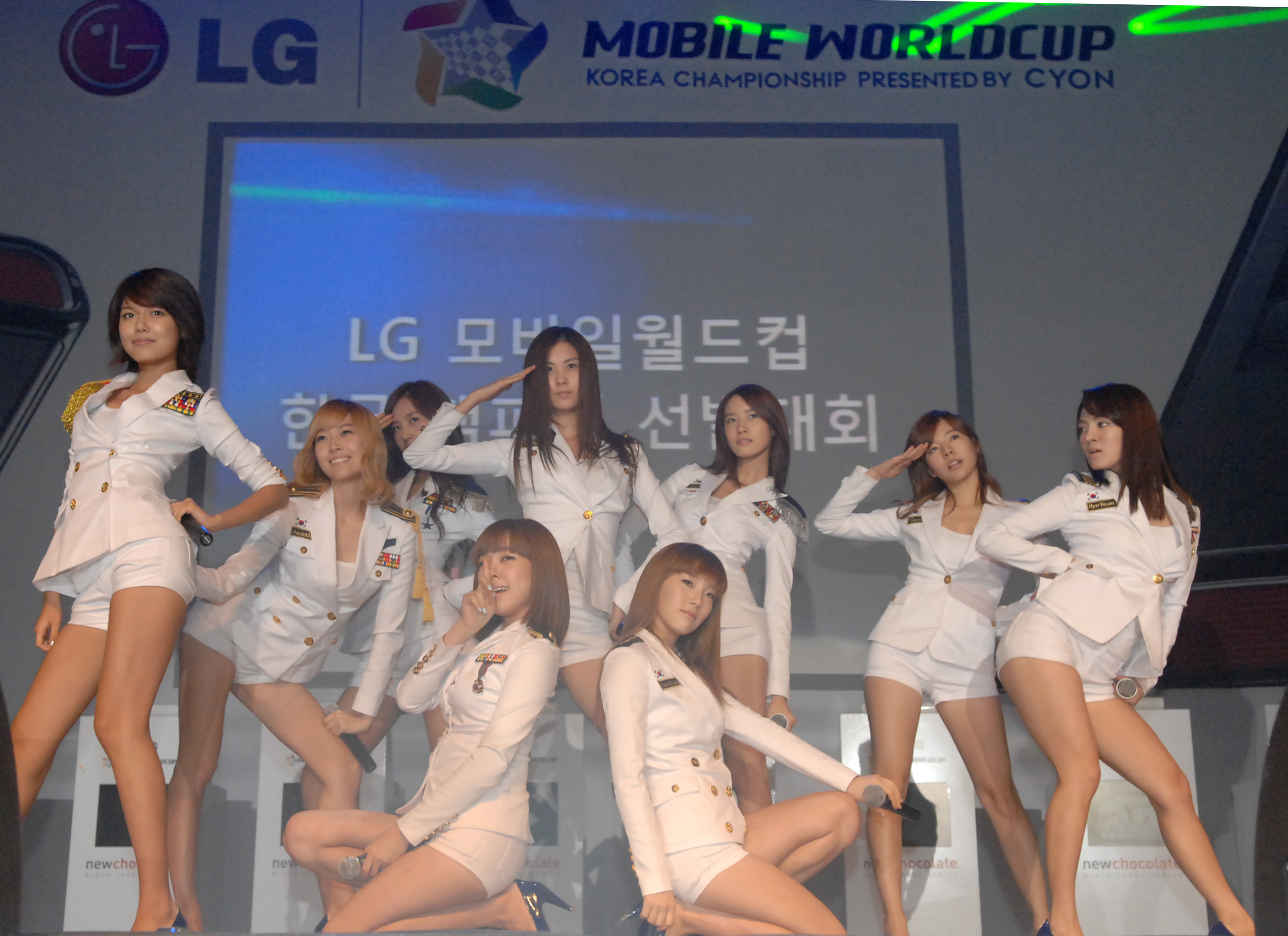
2009년 11월 8일 LG전자 모바일 월드컵에서 〈소원을 말해봐〉 공연 중의 소녀시대.

2010년 1월 28일에는 두 번째 정규 앨범 《Oh!》를 발매하였다. 《Oh!》는 가온 앨범 차트 1위에 올랐으며, 2014년까지 대한민국에서 23만 장이 팔렸다. 음반 발매에 앞서 25일에는 타이틀곡 〈Oh!〉를 선공개하였다. 타이틀곡은 가온 디지털 차트에서 1위에 올랐다. 두 번째 정규 앨범 활동을 마치고 3월 22일 리패키지 앨범 《Run Devil Run》을 발매하면서 후속 활동을 이어갔다. 리패키지 앨범 역시 이전 앨범에 이어 가온 앨범 차트 1위를 하였고, 18만 장의 판매량을 기록하면서 성공을 거뒀다. 이 앨범을 마지막으로 소녀시대는 아시아 활동에 박차를 가하였다. 2010년 6월 11일 소녀시대는 8월 쇼케이스를 시작으로 일본 진출을 하겠다고 공식적으로 발표하였다. 멤버들도 그동안 해왔던 개인 활동을 중단하고 일본 진출을 서서히 준비하였다. 8월 25일 일본 아리아케 콜로세움에서 쇼케이스를 열으며 일본 시장에 첫발을 내딛였다. 본래 한 번으로 기획하였지만, 팬들의 요구로 3번으로 재편성되었다. 《스포츠호치》는 소녀시대의 데뷔를 "충격적인 일본 상륙"이라 표현하였다. 쇼케이스에 앞서 그동안 한국에서 활동하였던 뮤직비디오 등을 종합한 DVD 《New Beginning of Girls' Generation》를 발매하였고, 오리콘 차트 DVD 부문 1위에 올랐다. 2010년 9월 8일에는 첫 번째 일본 싱글이자 데뷔 싱글 〈Genie〉를 발매하였다. 〈Genie〉는 오리콘 데일리 싱글 차트에 2위에 오르면서 한국 걸 그룹으로는 가장 높은 순위를 기록하였다. 오리콘 위클리 싱글 차트에서도 4위에 올랐는데, 이는 일본에서 솔로 가수를 포함한 외국 여자 음악가의 가장 높은 데뷔 주간 싱글 순위였다. 이전 기록은 카라의 〈미스터〉가 기록한 5위였는데, 소녀시대가 한 달만에 경신하였다. 이후 10만 장 이상의 판매량을 기록하면서 한국 걸그룹으로는 최초로 골드 인증을 받았다. 10월 20일 발매한 두 번째 싱글 〈Gee〉는 한국 걸 그룹은 물론 아시아를 통틀어서도 최초로 오리콘 데일리 싱글 차트 1위에 올랐다. 이어 위클리 싱글 차트에서는 2위에 올랐는데, 일본을 제외한 아시아 걸 그룹 사상 처음있는 일이였으며, 일본 출신이 아닌 걸 그룹이 오리콘 차트 주간 3위 안에 든 건 1980년 영국 걸 그룹 놀란즈의 〈Dancing Sister〉 이후로 30년 만에 처음이다.
타이완 공연을 마친 소녀시대는 10월 20일, 대한민국에서 활동할 거라는 사실을 깜짝 공개하였다. 앨범 이름은 《훗》인데, SM 엔터테인먼트는 《훗》의 의미를 ‘웃음소리 나타내는 의성어 비슷하다’고 밝히고, 컨셉은 대체로 《제임스 본드》와 《007 시리즈》, 《오스틴 파워 시리즈》 등에서 따왔다고 설명하였다. 발매 당일인 10월 27일엔 선주문만 15만 장이었고 그 주의 뮤직 뱅크, 인기가요에서 모두 1위를 따냈다. 하지만 10월 31일 대종상 시상식 공연은 배우들의 무덤덤한 반응과 MR사고로 “소시 대종상 굴욕”이란 논란이 일었다. 이를 두고 SG워너비의 이석훈은 냉담한 반응을 보인 배우들을 질책하였지만, 일부에서는 곡이 행사에 어울리지 않았다고 비판하기도 하였다. 11월 14일엔 티파니가 무릎을 다쳐 한동안 8명인 채로 활동해야 하였다. 하지만 소녀시대는 5주 연속으로 뮤직뱅크,3주 연속 인기가요에서 1위를 차지하였으며, 소리바다 음원차트 1위 등 온라인, 오프라인 시장에서 2주 연속으로 정상에 올랐다. 12월 30일엔 빅뱅, 아유미와 나란히 일본 레코드 대상 우수신인상을 받았다.

### 2011년
2011년 4월 13일 세 번째 일본 싱글 〈Mr. Taxi/Run Devil Run〉을 발매할 예정이였으나, 동일본 대지진으로 인해 4월 27일로 연기하였다. 〈Mr. Taxi/Run Devil Run〉은 첫 주 10만 장 이상이 팔려 오리콘 데일리 차트 1위, 위클리 차트에서는 2위에 올랐으며, 골드 인증을 받았다. 세 장의 싱글 발매 후, 2011년 6월 1일 일본 첫 정규 음반 《GIRLS' GENERATION》을 발매하였고, 발매 당일 73,583만 장이 팔려 데일리 앨범차트 1위로 데뷔하였다. 또한 위클리 앨범차트에서는 231,553만 장으로 1위에 올랐고 일본 해외 아티스트 사상 가장 높은 첫 주 판매량을 기록하였다. 이후 2012년까지 판매가 지속돼 한국 걸 그룹으로는 최초이자 한국 가수로는 보아이후 7년만에 100만 장을 팔아 일본 레코드 협회로부터 밀리언 인증을 받았다. 2011년 12월 28일에는 몇몇 노래를 추가해 리패키지 앨범으로 발매하였다. 2011년 5월 31일부터는 오사카에서부터 The 1st Japan Arena Tour를 시작해 2011년 7월 18일까지 일본 6개 도시에서 14회 공연으로 14만 명의 관객을 동원하였다. 또한 2011년 7월 23일 서울을 시작으로 타이완, 중국, 싱가폴 등을 방문하는 두 번째 아시아 콘서트 투어 GIRLS' GENERATION TOUR를 시작하였다. 투어는 2012년 2월 13일 방콕을 마지막으로 끝났고, 총 230,000만 명의 관객을 동원해 당시 한국 걸 그룹 투어 사상 최다 관객 동원 기록을 남겼다.

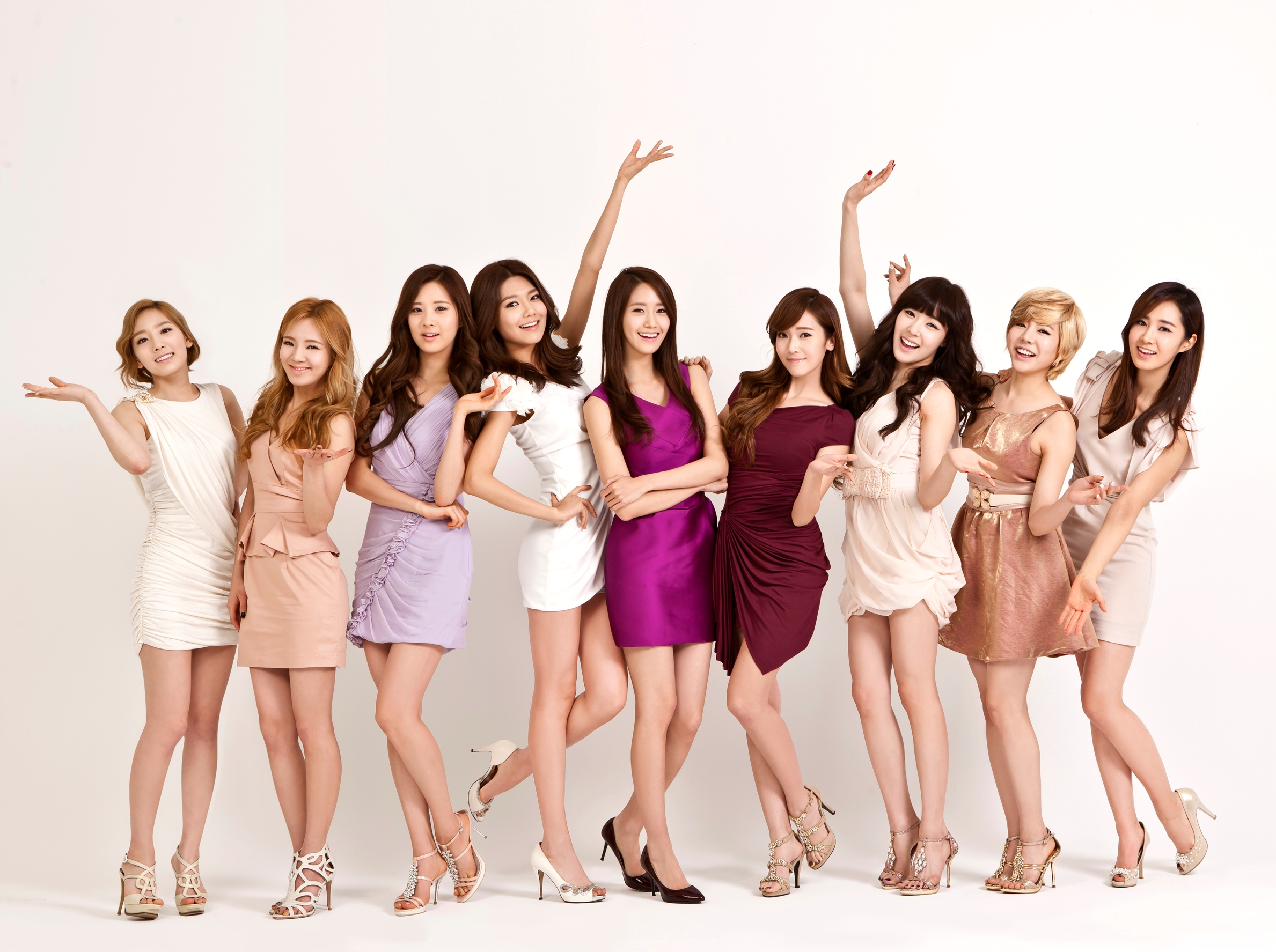
2012년 LG전자 시네마 3D TV 광고 촬영에서 소녀시대.

2011년 10월 19일 소녀시대는 한국에서 세 번째 정규 앨범 《The Boys》를 발매하였다. 이번 앨범은 월드와이드 컨셉으로, 인터스코프 레코드, 폴리도르 레코드와 계약을 맺고 2012년 1월 미국에서 싱글 〈The Boys〉를 발매하는 등 세계 진출을 꾀하였다. 이 때문에 동명의 타이틀곡 〈The Boys〉는 영어 버전과 한국어 버전으로 각각 공개되었으며, 뮤직비디오가 유튜브에서 조회수 1,500만 건을 넘기며 "세계 음악 카테고리 이번 주의 가장 많이 본 동영상" 3위에 올랐다. 〈The Boys〉는 공개하자마자 각종 음원 사이트 1위를 차지하였고, 음악 프로그램 《뮤직뱅크》, 《인기가요》, 《엠카운트다운》에서 컴백 일주일만에 모두 1위에 올랐다. 또한 가온 디지털 종합차트와 빌보드 코리아 K-Pop 핫 100에서도 역시 1위를 차지하였다. 앨범 《The Boys》 역시 가온 앨범차트를 비롯한 한터차트 등 각종 음반 차트에서도 정상을 차지하였다. 타이틀곡 활동이 막바지에 이르렀을때, 일본에서 먼저 발매한 〈Mr. Taxi〉를 후속곡으로 정하였고, 12월부터 후속곡 활동을 시작하였다. 2011년 12월 31일엔 카라, 동방신기와 함께 홍백가합전에 처음으로 출연하였다.

### 2012년
1월 31일 소녀시대는 한국인 가수로는 최초로 미국 CBS의 메인 토크쇼 《데이비드 레터맨쇼》에 출연하였다. 2월 1일에는 ABC의 아침토크쇼 《라이브! 위드 켈리 앤드 마이클》에 출연하였고, 이어서 NBC의 연예정보 프로그램 《엑스트라TV》에도 출연하며 미국 3대 방송사에 모두 출연하였다. 2012년 2월 13일에는 유럽에서 스페셜 앨범 《The Boys》을 발매하였고, 한국 가수로는 처음으로 프랑스 공중파 방송사 France2의 《르 그랑 주르날》과 《르 주르날 드 20H》에 출연하였다. 《The Boys》 스페셜 앨범은 스페인 앨범 차트와 프랑스 앨범 차트에 각각 64위, 82위에 진입하였다. 2012년 4월 30일에는 멤버 태연, 티파니, 서현의 앞글자를 따온 유닛 그룹 소녀시대-태티서를 결성하고 미니 앨범 《Twinkle》을 발매하였다. 타이틀곡 〈Twinkle〉은 모든 음악프로그램에서 1위에 올랐고, 미국에서 3,000장을 팔아 빌보드 200 126위로 진입하였다. 태티서는 6월 2일 《인기가요》를 마지막으로 활동을 마무리하였다.
2012년 6월 27일에는 일본에서 새 싱글 〈PAPARAZZI〉를 발매했다. 이 싱글은 10만 장 이상을 판매하며 골드 인증을 받았다. 2012년 11월 28일에는 두 번째 일본 정규 앨범 《Girls' Generation II: Girls & Peace》를 발매했고, 첫 주 116,963만 장을 팔아 오리콘 주간 앨범 차트 3위에 올랐다. SM 엔터테인먼트는 2012년 12월 21일, 수록곡 〈Dancing Queen〉의 뮤직비디오와 음원을 선공개했다.

### 2013년
1월 1일 네 번째 한국 정규 앨범 《I Got a Boy》를 발매를 하였다. 발매 후 첫 반응은 호불호로 갈렸다. 그러나, 평론가들에게 혁신적이라는 호평을 받았다. 뒤이어, 유튜브 공식 채널에 등록된 뮤비 〈I Got a Boy〉가 역대 K-POP 사상 최단 2,000만 뷰를 기록했다. 이전 최단 기록인 현아의 〈Ice cream〉 뮤직비디오의 10일 기록의 50%를 단축한 5일만에 이룩한 결과이다. 2013년 6월 8일 서울 올림픽공원 체조경기장에서 첫 월드 투어인 Girls' Generation World Tour - Girls & Peace를 시작했다. 같은 달 19일에는 일본에서 싱글 〈LOVE&GIRLS〉를 발매했다. 발매 당일에 유니버설 스튜디오 재팬에서 일본 팬 4천여명과 함께 플래시몹을 진행해 화제가 되기도 했다.

### 2014년

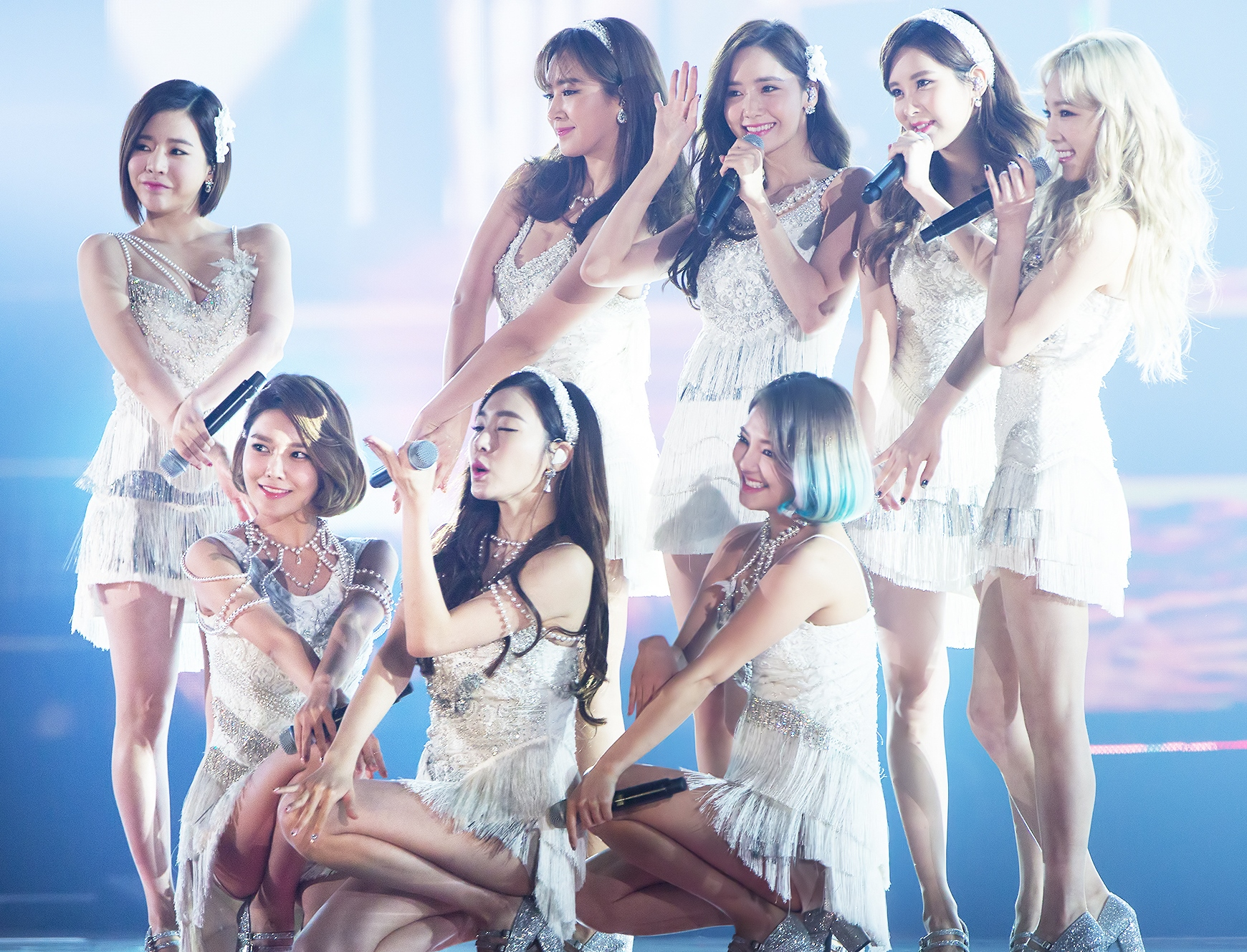
2015년 12월 30일 KBS 가요대축제에서 〈Lion Heart〉 공연 중의 소녀시대

2014년 2월 24일 소녀시대의 네 번째 미니 음반 《Mr.Mr.》가 발매되었다. 원래는 2월 19일 온라인상으로 발매될 예정이였지만, 뮤직 비디오 데이터 파손으로 연기되었다. 이번 앨범에는 발라드, 댄스, 신스팝 등 다양한 장르의 6곡이 수록되어 있고, 더 언더독스, 린디 로빈스, 브렌트 패슈키, 켄지 등이 참여했다. 《Mr.Mr.》는 가온 앨범 차트 1위에 올랐으며, 총 16만 장의 판매량을 기록했다. 동명의 타이틀곡 〈Mr.Mr.〉로 3월 6일부터 30일까지 활동했다. 한국 활동이 끝나고 나서 4월 26일부터 7월 13일까지 세 번째 일본 투어 ~LOVE＆PEACE~ Japan 3rd Tour를 진행해 총 20만 명의 관객수를 동원했다. 7월 23일에는 일본에서 첫 베스트 앨범 《THE BEST》를 발매해 오리콘 앨범 차트 1위에 올랐다. 이로써 총 3장의 음반을 1위에 올리게 됐는데, 이는 일본 이외의 여자 그룹으로는 최다 1위 기록이다. 또한 한국 가수로는 보아의 《LOVE & HONESTY》 이후 10년 6개월 만에 2주 연속 1위에 올랐다. 음반은 10만 장 이상의 판매량을 기록하면서 일본 레코드 협회로부터 골드 인증을 받았다.
2014년 9월 30일 멤버 제시카는 자신의 웨이보에 소속사로부터 소녀시대의 멤버가 아니라는 통보를 받았다고 한국어와 영어 두가지 언어로 글을 올렸다. 같은 날 중국 선전에서 열리는 2014 걸스 제너레이션 퍼스트 팬 파티 - 미스터 미스터 인 선전을 위해 출국했는데, 제시카가 빠진 8명의 멤버만 출국했다. 제시카의 글과 달리 SM 엔터테인먼트 측은 제시카의 탈퇴를 인정하며 "당사는 8인 체제의 소녀시대 활동을 당초보다 앞당기는 것으로 결정할 수밖에 없었으며, 그 발표 시점 등을 논의하는 과정에서, 제시카 본인의 시각으로 오늘 새벽에 글이 게재되었다"라고 말했다.
2014년 12월 9일에는 카라에 이어 한국 걸 그룹으로는 두 번째로 도쿄돔에서 콘서트를 개최했다. GIRLS' GENERATION 'THE BEST LIVE' at TOKYO DOME이라는 제목의 콘서트는 전석 매진시켜 5만 명의 관객을 동원했다.

### 2015년
2015년 4월 10일에는 8인 체제로 재정비 된 후 처음 발표하는 싱글 〈Catch Me If You Can〉을 발매했다. 이번 싱글은 한국어 버전과 일본어 버전으로 나눠 발매되었다. 7월 7일에는 선공개 싱글 〈PARTY〉를 발매하고, 이후 8월 18일, 19일 이틀간 음원이 공개되며 19일날 다섯 번째 한국 정규 앨범 《Lion Heart》을 발매하였다.

### 2016년
2016년 8월 5일에 SM STATION을 통해 9주년 기념 싱글인 그 여름 (0805)을 발매하였다.

### 2017년

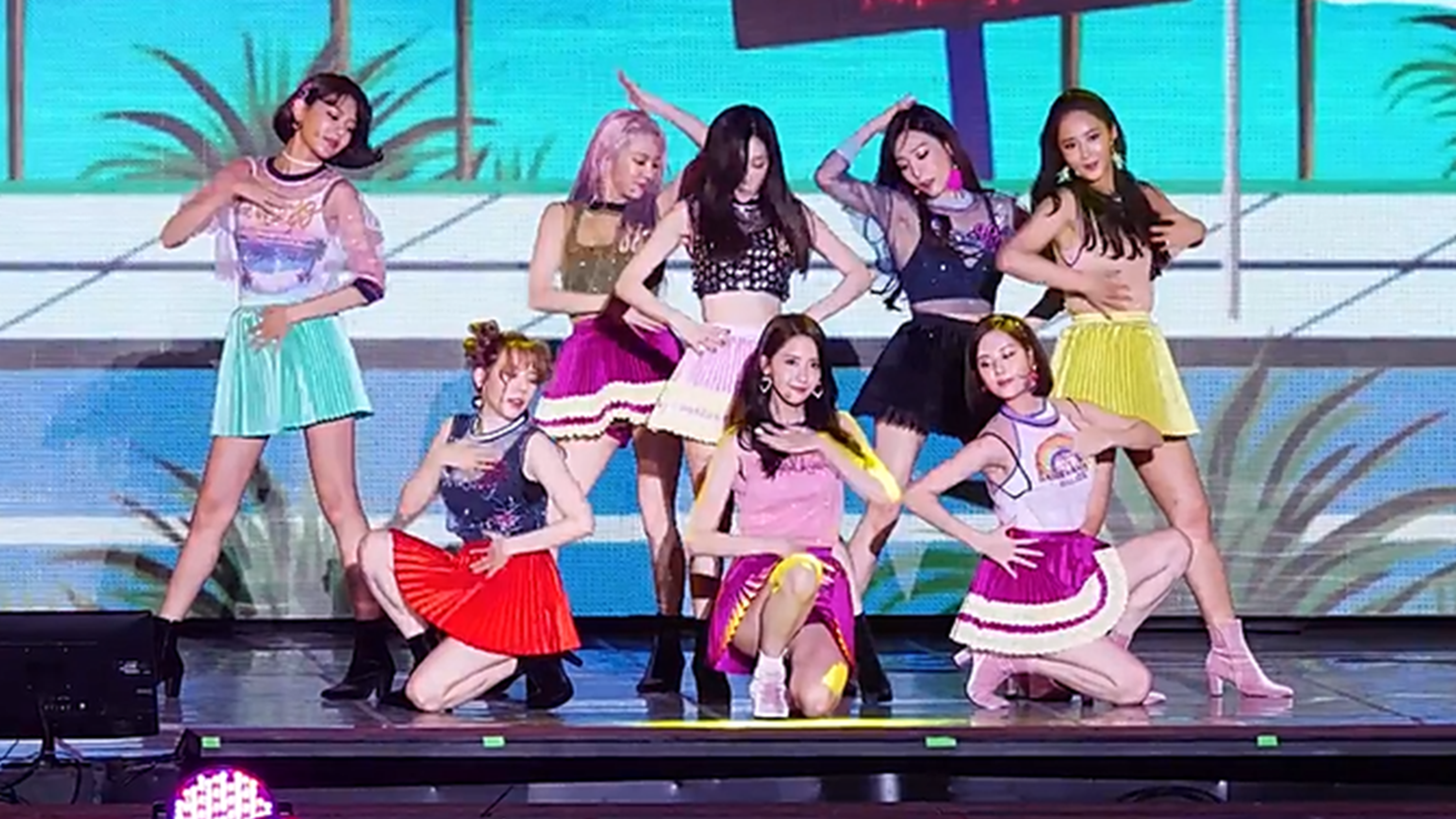
2017 DMZ Peace Concert에서 《Holiday》 공연 중인 소녀시대

2017년 8월 4일 데뷔 10주년 기념 앨범 정규 6집 《Holiday Night》으로 2년 만에 컴백하였다. 8월 10일 엠카운트다운에서 최초 컴백 무대를 열었으며, 8월 13일 SBS 인기가요에서 마지막 음악 방송 무대를 펼쳤다.
2017년 10월 9일 멤버 티파니, 수영, 서현은 SM ENT과의 재계약을 체결하지 않아서 사실상 독자 노선을 선택하여 세 명은 각자의 솔로활동을 펼칠 예정이며, 나머지 SM ENT 잔류파 멤버들은 재계약을 체결하였다.

### 2018년
2018년 5월, “채널 소녀시대” 이후 2년 만에 소녀시대 리얼리티가 제작된다는 소식이 공개되었다. 프로그램 제목은 “소녀 포레스트”로, 방영 시기는 9월이며, 프랑스에서 소녀시대의 일상을 촬영할 예정이다. 같은 소속사가 아닌 다른 소속사로 이적한 소녀시대 독자파 멤버 티파니, 수영, 서현은 참여하지 않았다.
2018년 8월 2일 SM 엔터테인먼트 측은 멤버 태연, 써니, 효연, 유리, 윤아가 하반기 안에 새로운 유닛으로 컴백한다고 발표하였다. 2018년 9월 5일, 상기 다섯 명은 유닛 그룹 소녀시대-Oh!GG를 결성하여 싱글 앨범 《몰랐니(Lil’ Touch)》를 발매하였다.

### 2021년
2021년 9월 1일 약 4년 만에 완전체로 tvN 유퀴즈에 출연하였다.

### 2022년
2022년 7월 5일부터 8월 23일까지 JTBC 소시탐탐에 완전체로 출연하였다.
2022년 8월 5일 데뷔 15주년 기념으로 약 5년 만에 완전체로 정규 7집 앨범 《FOREVER 1》을 발매하였다.
2022년 8월 11일 음악 방송 엠카운트다운을 통해 컴백 무대를 최초 공개할 예정이였지만 8월 9일 멤버 서현이 코로나 19에 걸려 활동을 중단하게 되어 일주일 후인 8월 19일 뮤직뱅크를 통해서 최초 컴백 무대를 열었으며, 8월 21일 SBS 인기가요에서 마지막 음악 방송 무대를 펼쳤다.
2022년 9월 3일 데뷔 15주년 기념 《2022 Girls’ Generation Special Event - Long Lasting Love》 팬미팅을 통해서 이번 정규 7집 활동이 마무리 되었다.

### 2023년
2023년 8월 8일 멤버 써니도 데뷔 16년 만에 소속사를 떠났다.

## 음악가적 기교

### 전략
소녀시대는 어려서부터 음악, 춤, 외국어 등을 기획사에서 체계적으로 훈련시켜 온 걸그룹이었다. 또한 소녀시대는 귀여운 이미지를 내세우는 일본 아이돌과 달리, 강렬한 이미지와 가창력, 춤 실력을 내세워 ‘아이돌의 새 개념’을 만들었다고 한다. 태연은 “한국에선 소녀시대가 친근한 이미지였는데 일본에선 동경한다는 반응이 많았어요”라고 말하기도 하였다. 일본에 데뷔하기 전 SM 엔터테인먼트는 음악을 알린 뒤 방문해 인기를 얻겠다는 소위 ‘비틀스 프로젝트’를 준비하였다. SM엔터테인먼트는 “영국의 비틀스가 일본에서 음악을 히트시킨 후 방문해 열풍을 일으킨 것처럼 소녀시대도 이미 음악을 알리고 팬을 확보한 상태에서 일본을 방문하는 팝스타 마케팅을 이용한 덕분에 2만2천 명이 모인 대규모 쇼케이스를 열어 신드롬을 일으킬 수 있었다”고 말하였다. 소녀시대는 이전에도 유튜브 등 소셜 미디어로 전 세계의 팬들에게 소녀시대를 알려 왔는데, 이 같은 전략은 월스트리트저널에게도 성공적이었다는 평가를 받는다. 또한 소녀시대는 아키하바라에 대형 광고판을 내걸고 티저 영상을 방송하는 등 물량공세를 펼쳤다. 문화평론가 현현은 이를 두고 “대형 블록버스터 영화의 마케팅과 흡사하다”고 평하였다.
초창기 소녀시대의 멤버 수는 대중들을 혼란스럽게 하는 요인이었다고 한다. 수가 많아 개개인을 구분하기 힘들었다는 것이다. 당시 회사 내에서도 ‘여자 단체팀’이라고 부를 정도였다. 그들에게 붙은 별명은 “여자 슈퍼주니어”였고 공교롭게도 당시 구성원 수가 같았던 모닝구무스메와 이미지가 겹치기도 하였다. 하지만 소녀시대의 멤버 수가 선택의 다양성을 높였다는 평가도 있다. 대한상의의 이동근은 한국경제에서 “사람들은 소녀시대 성공경제학으로 ‘선택의 폭’을 가장 많이 꼽는다. 각각의 개성으로 무장한 그들은 때로는 그룹 전체，때로는 개별적으로 활동해 다양한 관객층을 끌어들이고 있다.”고 말하였다. MK뉴스의 김성철은 소녀시대의 전략을 ‘소녀시대’라는 ‘마더 브랜드’를 만든 뒤 개별 브랜드로 시장을 공략한 것이라 분석하였다.

### 이미지
초창기 소녀시대는 풋풋함을 내세우는 전략을 택하였다. 실제로 이들은 소녀다움을 강조하려 화장도 제한받았고, 막대사탕(Kissing You), 흰색 롤러(Gee) 등 소품을 들고 공연하기도 하였다. 또 Kissing You 활동 때엔 멤버 전원이 흰색 원피스를 입어 청순함을 부각하게 하였고, Gee 때엔 스키니 진으로 세련된 이미지를 주기도 하였다. 이처럼 소녀시대는 청순함을 장점으로 내세우면서도 섹시함을 비치기도 하는데, 국민일보는 “이들은 순수의 대칭에 있는 ‘섹시’함을 어른과 같은 성숙함이 아닌, 건강한 섹시미로 승부하고 있다”며 ‘다시 만난 세계’의 발차기춤, Oh!의 치어리더 군무를 그 예로 들었다. 제복 컨셉의 소원을 말해봐는 가장 큰 시도였으며, Oh!에서는 치어리더복을 통해 ‘삼촌팬’의 마음을 사로잡았다. 또 Run Devil Run 활동을 시작하며 윤아는 강한 이미지를 보이기 위해 데뷔한 뒤로 한 번도 하지 않았던 앞머리 가발을 쓰기도 했다.

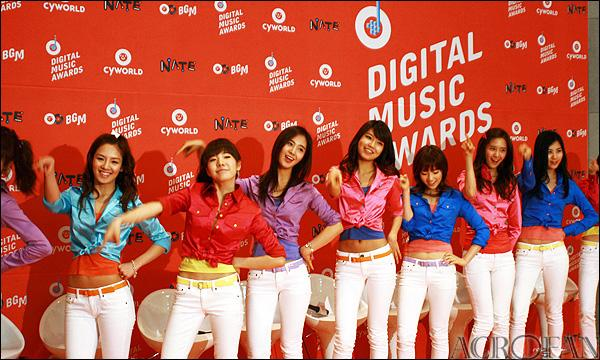

한편 일본의 니케이 엔터테인먼트 편집위원 시나다 히데오(일본어: 品田秀雄)는 이들의 성공 비결 중 하나로 일본 아이돌에게서 볼 수 없던 군무, 섹시함에서 비롯한 ‘카리스마’라 주장하며, 그것을 “한 번 보면 버릇이 된다(일본어: 一度見るとクセになるわ 이치도 미루토 쿠세니 나루와[*])”는 한 마디로 표현했다. 첫 싱글 Genie의 다리춤이 주목받아 다리가 예쁘다는 뜻으로 ‘미각(일본어: 美脚 비캬쿠[*])그룹’으로 불리기도 한다. 이러한 이미지는 ‘친근함’을 내세운 카라의 것과 비교되었다. 게키단 히토리는 소녀시대를 ‘친구 같은’ 카라와 달리 ‘아티스트 같은 느낌’이 난다고 했고, 카라를 모방한 어느 일본 그룹은 소녀시대를 두고 ‘구름 위의 존재 같다’고 진술했다.
소녀시대의 이미지 전략은 이들의 성공 요인 중 하나로 평가받지만, 이것은 수명이 짧다는 비판을 받았다. 음악평론사이트 이즘의 옥은실은 ‘손안의 오리콘과 빌보드’라는 글에서, K-POP의 성공 요인이 시각적인 부분이라는 걸 우려하며 그 예로 소녀시대를 들었다. 옥은실은 그들의 인기가 ‘일본소녀그룹과 다른 섹시함’에서 온 것이 아니길 소망할 뿐이라고 말했다. 소녀시대 멤버들도 초창기 소녀 이미지가 부담스러웠다고 밝힌 바 있다.

## 성과

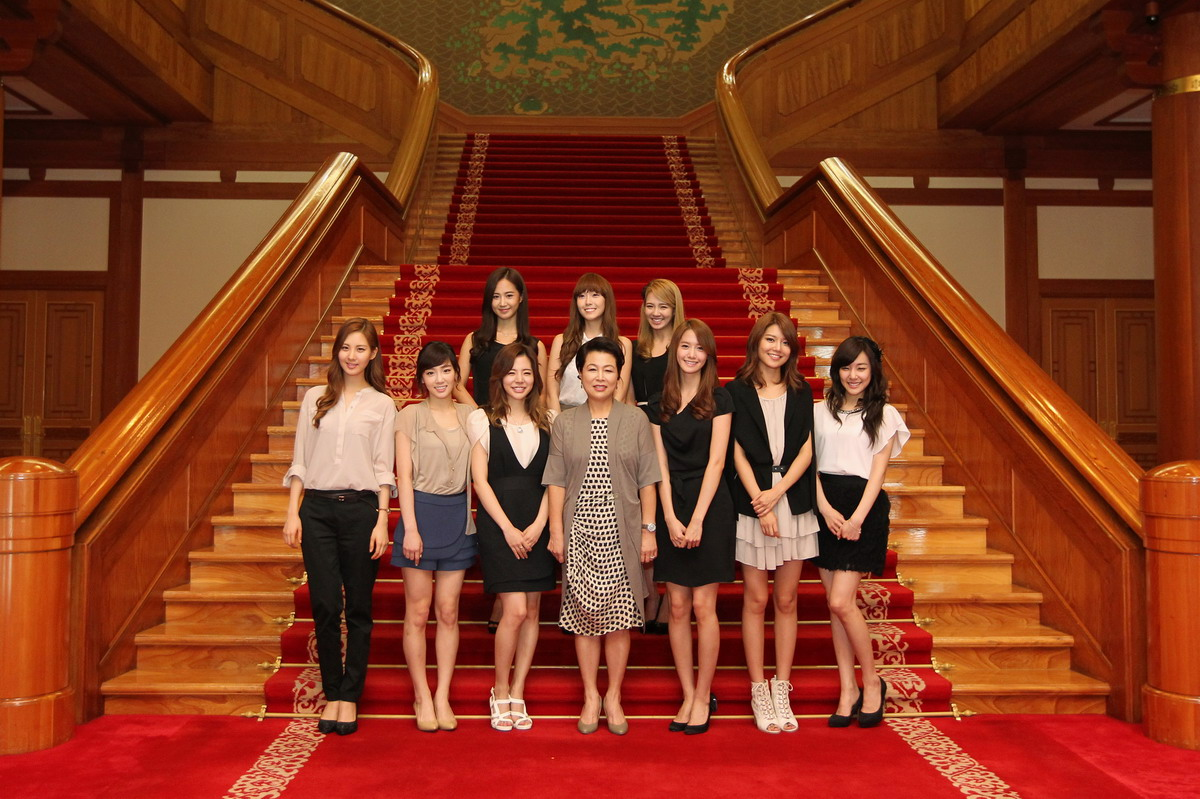
2011년 8월 19일 한국 방문의 해 홍보대사로 위촉돼 청와대에 간 소녀시대가 김윤옥과 함께 찍은 사진.

소녀시대는 여러 대중 매체에서 2010년대까지 대한민국 최고의 걸 그룹으로 평가받고 있다. 문화평론가 하재근은 "아이돌의 아이콘에서 시대의 아이콘이 된 것이다. 소녀시대는 한국 대중문화를 상징하는 아이콘으로 격상되었다. 소녀시대를 빼놓고는 2009년, 2010년 한국 사회를 말할 수 없다"고 말했다. 《동아일보》는 소녀시대를 두고 "문화적 아이콘이 되고자 서태지의 행보를 부드럽게 변용해 수용한 아이돌 그룹"이라고 말하며 그의 15년 인기를 몇년만에 이룬 그룹이라고 평가했다. 음악 웹진 100BEAT의 김정위는 소녀시대를 "록 키드들도 당당하게 아이돌을 좋아한다고 말할 수 있게 된 계기"로 꼽았으며, 모노클의 편집장인 타일러 브륄레는 파이낸셜 타임스에 "나의 멋진 한국의 비밀"이란 칼럼에서 한국이 세계에 수출해야 할 10가지 문화 상품중 하나로 소녀시대를 들었다.
소녀시대는 한류를 이끄는 주역으로도 인정 받고 있다. 주한일본공사 스즈키 히로시는 이들을 카라와 함께 일본의 신한류를 이끄는 그룹이라고 말했으며, 《경향신문》에서는 "소녀시대는 대중문화의 아이콘, 아시아를 넘어 유럽까지 진출한 한류의 선두주자가 됐다"라며 "한류 열풍 이끄는 아시아 최고 걸그룹"이라고 말했다. 브라질의 연예 프로그램인 ‘Leitura Dinamica’는 브라질의 k-pop 열풍을 소개하며 소녀시대를 예로 들며, “신곡 ‘훗’은 브라질 뿐 아니라 세계 유명 DJ들에게도 큰 인기다. 그야말로 소녀시대가 쏜 화살이 아시아를 넘어 세계로 날아가고 있는 셈”이라고 호평했다. 또 아리랑TV가 연 ‘K POP - 따라하기’에서 가장 많이 패러디된 가수는 소녀시대였으며, 인도네시아 팬들은 소녀시대의 라이브 공연을 자국에서 해 달라고 서명 운동을 벌이기도 했다. 소시지룩, 마린룩 등 패션은 대한민국에서 인기를 끌었으며, 특히 후루야 마사유키는 그들이 일본 젊은 여성들의 패션 아이콘이라고 말했다. 또한 일본 영어 교과서에 “전 세계에서 인기를 얻고 있는 K-pop 스타들”이라는 제목으로 K-pop의 대표로 소녀시대를 소개하며 사진이 삽입되었다. KIIS의 음악 감독인 줄리 필랏 (Julie Pilat)은 2012년 주목할 그룹으로 뽑기도 했다.
소녀시대는 경제계에서도 주목받고 있다. 마케팅전문기업 네오밥은 기업 마케팅 담당자를 대상으로 한 설문조사에서 ‘대중들에게 광고 영향력을 끼치는 호감녀’로 소녀시대를 가장 많이 뽑았다고 보도했다. 브랜드 컨설팅 전문기관인 브랜드38 연구소는 ‘TV 광고모델로 가장 선호하는 스타’ 설문조사 결과 소녀시대가 3위를 차지했다고 했다. 스타마케팅에서도 호평을 받고 있다. 아시아경제는 넥슨이 소녀시대와 협업한 것을 ‘스타 마케팅의 가장 큰 성공사례’라고 평했다. 한국경제는 인텔의 소녀시대 마케팅은 단기간 내에 인텔의 신제품을 알리는 데 기여했다는 평가를 받고 있다고 전했다.

## 구성원
| 이름      | 소개 |
| --------- | --- |
| 태연      | - 이름 : 김태연 - 생년월일 : 1989년 3월 9일(36세) - 출생지 : 대한민국 전라북도 전주시 - 국적 : 대한민국 - 유닛활동 : 소녀시대-태티서, 소녀시대-Oh!GG - 소속사 : SM엔터테인먼트  |
| 써니      | - 본명 : 이순규 - 생년월일 : 1989년 5월 15일(36세) - 출생지 : 미국 캘리포니아 주 오렌지 카운티 - 국적 : 미국 - 유닛활동 : 소녀시대-Oh!GG - 소속사 : A2O 엔터테인먼트 (프로듀서) |
| 티파니 영 | - 본명 : 스테파니 영 황 - 생년월일 : 1989년 8월 1일(36세) - 출생지 : 미국 캘리포니아 주 샌프란시스코 - 국적 : 미국 - 유닛활동 : 소녀시대-태티서 - 소속사 : 써브라임             |
| 효연      | - 이름 : 김효연 - 생년월일 : 1989년 9월 22일(35세) - 출생지 : 대한민국 인천광역시 남동구 구월동 - 국적 : 대한민국 - 유닛활동 : 소녀시대-Oh!GG - 소속사 : SM엔터테인먼트         |
| 유리      | - 이름 : 권유리 - 생년월일 : 1989년 12월 5일(35세) - 출생지 : 대한민국 경기도 고양시 - 국적 : 대한민국 - 유닛활동 : 소녀시대-Oh!GG - 소속사 : SM엔터테인먼트                    |
| 수영      | - 이름 : 최수영 - 생년월일 : 1990년 2월 10일(35세) - 출생지 : 대한민국 서울특별시 강남구 청담동 - 국적 : 대한민국 - 소속사 : 사람엔터테인먼트                                   |
| 윤아      | - 이름 : 임윤아 - 생년월일 : 1990년 5월 30일(35세) - 출생지 : 대한민국 서울특별시 영등포구 대림동 - 국적 : 대한민국 - 유닛활동 : 소녀시대-Oh!GG - 소속사 : SM엔터테인먼트       |
| 서현      | - 본명 : 서주현 - 생년월일 : 1991년 6월 28일(34세) - 출생지 : 대한민국 서울특별시 금천구 독산동 - 국적 : 대한민국 - 유닛활동 : 소녀시대-태티서 - 소속사 : 리드엔터테인먼트      |

### 이전 구성원
| 이름   | 소개 |
| ------ | --- |
| 제시카 | - 본명 : 제시카 수연 정 - 생년월일 : 1989년 4월 18일(36세) - 출생지 : 미국 캘리포니아 주 샌프란시스코 - 국적 : 미국 - 소속사 : 코리델 엔터테인먼트 |

### 멤버 변천사
| 멤버      | 2007년 | 2014년 | 현재 |
| 멤버      | 8월    | 9월    | 현재 |
| --------- | ------ | ------ | ---- |
| 태연      |        |        |      |
| 써니      |        |        |      |
| 티파니 영 |        |        |      |
| 효연      |        |        |      |
| 유리      |        |        |      |
| 수영      |        |        |      |
| 윤아      |        |        |      |
| 서현      |        |        |      |
| 제시카    |        |        |      |

역대 리더
- 1대: 태연 (2007.08~2017.08)
- 2대: 윤아 (2022.08)

## 음반 목록
| 한국 정규 앨범 - 2007: 《소녀시대》 - 2010: 《Oh!》 - 2011: 《The Boys》 - 2013: 《I Got a Boy》 - 2015: 《Lion Heart》 - 2017: 《Holiday Night》 - 2022: 《FOREVER 1》 | 일본 정규 앨범 - 2011: 《GIRLS' GENERATION》 - 2012: 《GIRLS' GENERATION II 〜Girls & Peace〜》 - 2013: 《LOVE & PEACE》 |